# Corea del Nord ai Giochi della XX Olimpiade
La Corea del Nord partecipò ai Giochi della XX Olimpiade che si sono svolti a Monaco di Baviera dal 26 agosto all'11 settembre 1972, con una delegazione di 37 atleti impegnati in 10 discipline per un totale di 23 competizioni. Il bottino della squadra, alla sua prima partecipazione di Giochi estivi, fu di cinque medaglie: una d'oro, una d'argento e tre di bronzo, una delle quali fu vinta dalla squadra femminile di pallavolo che confermò il terzo posto ottenuto al campionato mondiale del 1970.

## Medaglie
| Medaglia | Nome | Sport        | Evento                |
| -------- | --- | ------------ | --------------------- |
| Oro      | Li Ho-jun | Tiro         | Fucile piccolo seduti |
| Argento  | Kim U-gil | Pugilato     | Pesi mosca leggeri    |
| Bronzo   | Kim Yong-Ik | Judo         | fino a 63 kg          |
| Bronzo   | Kim Gwong-Hyong | Lotta libera | fino a 52 kg          |
| Bronzo   | Chun Ok Ri Myong Suk Kim Jung Bok Kim Ok Sun Kang Un Ja Kim Hye Suk Hwang Ok Rim Chang Myong Suk Paek Chun Ja Ryom Su Dae Kim Ok Jin Chong | Pallavolo    | Torneo femminile      |